# Jean Marc DeMatteis

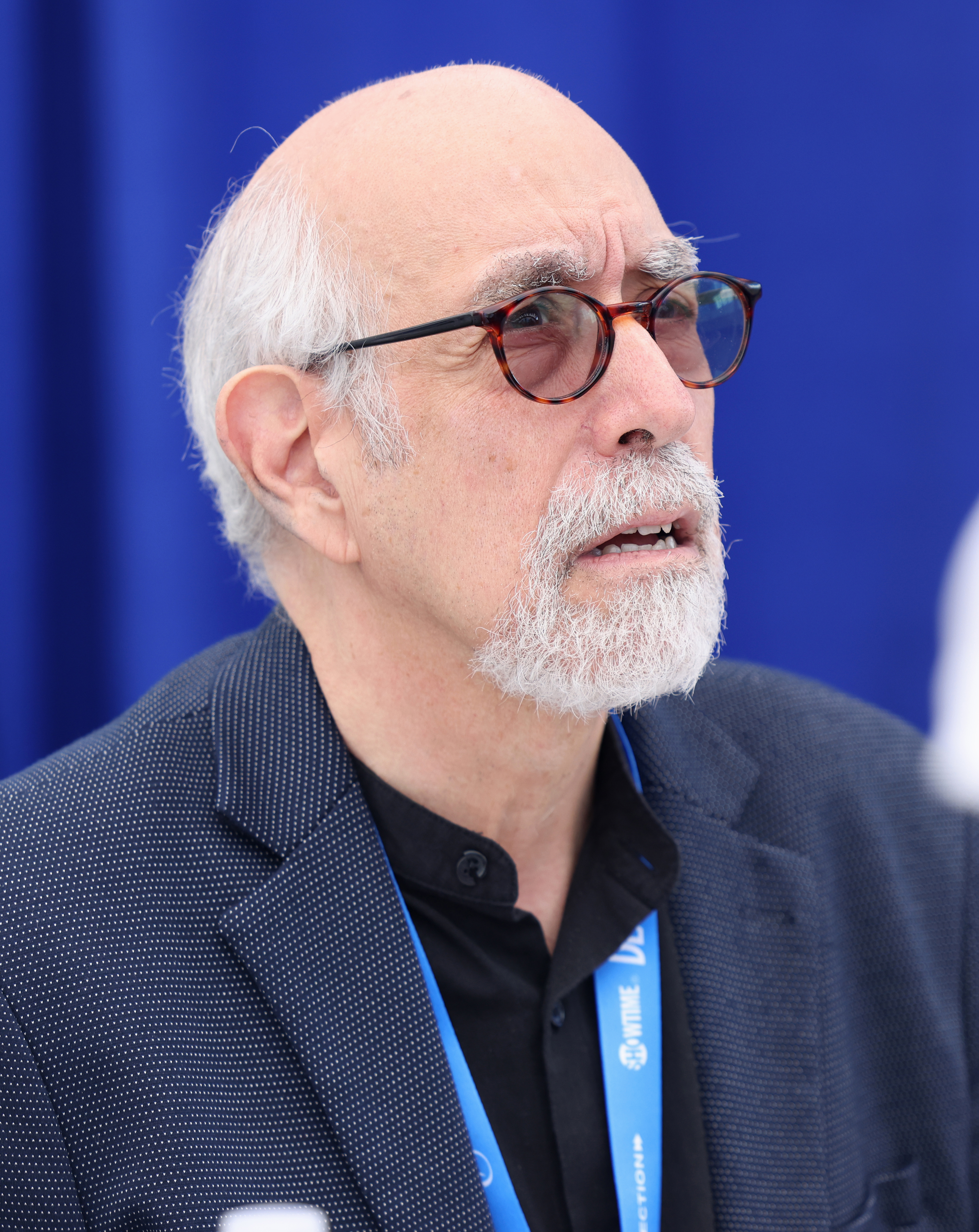
Jean Marc DeMatteis (2025)

John Marc DeMatteis (* 15. Dezember 1953 in Brooklyn, New York City) ist ein US-amerikanischer Comicautor.

## Leben und Arbeit
DeMatteis, der sich als Anhänger des indischen Gurus Meher Baba offen zu seinen esoterischen Überzeugungen bekennt, begann in den späten 1970er Jahren als hauptberuflicher Comicautor zu arbeiten, nachdem er zuvor als Musikkritiker tätig gewesen war.
Zunächst arbeitete DeMatteis für den Verlag DC-Comics an verschiedenen Horrorcomics, bevor er zu DCs Konkurrenten Marvel wechselte. Für Marvel Comics betreute er in den 1980er Jahren Serien wie Captain America, verschiedene Spider-Man-Serien und The Defender. Hinzu kamen Graphikromane wie Moonshadow (mit dem Maler Jon J. Muth), Blood: A Tale (mit Kent Williams) und Dr. Strange: Into Shambhala. Sein häufigster künstlerischer Partner während seiner Marvel-Jahre war dabei der Zeichner Mike Zeck, mit dem er unter anderem die zum Klassiker avancierte Spider-Man-Story Kraven’s Last Hunt schuf.
Ende der 1980er Jahre kehrte DeMatteis schließlich zu DC zurück, wo er als Nachfolger von Gerry Conway die neu gestartete Serie Justice League of America übernahm. Gemeinsam mit seinem Co-Autoren Keith Giffen wählte er einen dem düsteren, sich vor allem in brutalen und grimmigen Action-Geschichten niederschlagenden Zeitgeist, völlig konträren Ansatz, indem der die Reihe in einen Humor-Titel umwandelte, der sich seltener als der Vorgängertitel um kosmische Bedrohungen und Weltretterabenteuer drehte, sondern vermehrt verzwickte Alltagsprobleme und die Interaktion der handelnden Figuren in den Vordergrund stellte. DeMatteis’ Konzept – das anders als frühere Inkarnationen des Justice-League-Stoffes zudem weniger auf die bekanntesten Figuren im Verlagsprogramm wie Superman, Batman, Wonder Woman oder Flash, sondern auf weniger bekannte Figuren wie Booster Gold, Blue Beetle, Guy Gardner, Martian Manhunter und Mister Miracle zurückgriff – erwies sich dabei als derart populär, dass es zahlreiche Spin-Off-Serien wie Justice League Europe oder Soloserien über die Ligisten Guy Gardner und Mister Miracle nach sich zog. 1992 verließ DeMatteis die Justice-League-Serie, die hernach an Dan Jurgens übergeben wurde. 2003 kehrte er noch einmal zu dem Stoff zurück, als er gemeinsam mit Giffen, Joe Rubinstein und Kevin Maguire die sechsteilige Miniserie Formerly Known as the Justice League vorlegte, für die das Quartett 2004 mit dem Eisner Award für den besten Humor-Titel ausgezeichnet wurde. 2005 folgte diesem Erfolg die Miniserie I Can’t Believe It’s Not The Justice League.
In den frühen 1990er Jahren wirkte DeMatteis maßgeblich an der Schaffung von DCs Vertigo-Imprint mit, während er für das Paradox Press Imprint die autobiographische Miniserie Brooklyn Dreams schrieb.
1991 übernahm DeMatteis die Serie The Spectacular Spider-Man, der er eine neue – sich vor allem psychologisierende Interpretationen der Figur konzentrierende – Richtung gab, bevor er 1995 als Nachfolger von David Michelinie die Serie The Amazing Spider-Man übernahm. Sein künstlerischer Partner war dabei zumeist der Zeichner Sal Buscema. Weitere Serien, die DeMatteis in diesen Jahren für Marvel betreute, waren Daredevil, Doctor Strange, Man-Thing und Silver Surfer.
Ende der 1990er Jahre übernahm DeMatteis für DC die Serien Adventures of Superman und The Spectre. Hinzu kamen einzelne Geschichten über die Figuren Batman und Wonder Woman sowie der Graphikroman Green Lantern: Willworld.
Es folgten die Comicromane Mercy and Farewell und The Last One, sowie die fünfzehnteilige Serie series Seekers Into The Mystery, die von einem Drehbuchautor handelt, der sich auf eine Selbstentdeckungsreise begibt.
Gemeinsam mit Mike Ploog schuf DeMatteis den Fantasytitel Abadazad (2004), der von Disney vermarktet wird. 
Für das US-amerikanische Fernsehen schrieb DeMatteis Episoden für Serien wie The Twilight Zone, The Adventures of Superboy, Earth: Final Conflict, The Real Ghostbusters, Justice League Unlimited und Legion of Super-Heroes. 1990 produzierte er als Musiker ein Album mit dem Titel How Many Lifetimes?.